# Olbramice, Olomouc
Olbramice là một làng thuộc huyện Olomouc, vùng Olomoucký, Cộng hòa Séc.